# Trifluridine
Trifluridine (trifluor-thymidine) is een geneesmiddel dat wordt gebruikt bij ooginfecties veroorzaakt door herpesvirussen. De werking berust er op dat bij de aanmaak van viraal DNA het nucleoside thymidine wordt vervangen door trifluor-thymidine waardoor de vermenigvuldiging van het virus geremd wordt. Het geneesmiddel aciclovir is echter het eerste keus middel bij deze infecties, trifluridine komt pas in aanmerking als aciclovir niet werkt of niet gegeven kan worden. Het wordt verkocht als oogdruppels 10 mg trifluridine per milliliter onder de merknaam TFT-Ophtiole. Trifluridine is op de markt sinds 1975.